# Cesa Martino
Cesa Martino este o arie protejată (arie specială de conservare — SAC, sit de importanță comunitară — SCI) din Italia întinsă pe o suprafață de 1.097 ha, integral pe uscat.

## Localizare
Centrul sitului Cesa Martino este situat la coordonatele 41°31′40″N 14°04′47″E / 41.527778°N 14.079722°E.

## Înființare
Situl Cesa Martino a fost declarat sit de importanță comunitară în septembrie 1995 pentru a proteja 10 specii de animale. Situl a fost protejat și ca arie specială de conservare în martie 2017.

## Biodiversitate
Situată în ecoregiunea mediteraneană, aria protejată conține 3 habitate naturale: Păduri de stejar alb estice, Tufărișuri termo-mediteraneene și de pre-deșert, Pseudostepă cu ierburi și specii anuale de Thero-Brachypodietea.
La baza desemnării sitului se află mai multe specii protejate:
- păsări (6): caprimulg (Caprimulgus europaeus), presură de grădină (Emberiza hortulana), șoim călător (Falco peregrinus), gaia neagră (Milvus migrans), gaia roșie (Milvus milvus), viespar (Pernis apivorus)
- mamifere (2): lupul (Canis lupus), urs brun (Ursus arctos)
- nevertebrate (2): fluturele de noapte (Eriogaster catax), Euplagia quadripunctaria

Pe lângă speciile protejate, pe teritoriul sitului au mai fost identificate 4 specii de plante.